# Down (Jay Sean)
Down is een nummer van de Britse r&b-artiest Jay Sean. Het werd als leadsingle uitgebracht ter promotie van Seans derde studioalbum, dat ook het eerste album van Sean onder de Cash Money-imprint is en het eerste album is dat in de Verenigde Staten wordt uitgebracht. Het nummer is een samenwerking met de Amerikaanse rapper Lil Wayne.

## Achtergrondinformatie
Tijdens de MOBO Awards van 15 oktober 2008 werd door Sean bekendgemaakt dat hij een contract had getekend bij Cash Money. Gepland werd dat een remix met Lil Wayne van Tonight, een nummer dat op de deluxe editie van Seans My Own Way-album uit 2007 staat, uitgebracht zou worden als de eerste single. In plaats daarvan werd in 2008 Down opgenomen en werden in april 2009 de vocalen van Lil Wayne toegevoegd.
Down is een uptempo r&b-nummer met dancepopinvloeden. Het nummer werd als eerste in de Verenigde Staten en Canada uitgebracht en werd goed ontvangen. Het klom in augustus tot de tweede positie in de Amerikaanse Billboard Hot 100 achter I Gotta Feeling van The Black Eyed Peas. Het nummer zal vanwege haar succes ook in het Verenigd Koninkrijk uitgebracht worden onder Jayded Entertainment.

## Videoclip
De videoclip is geproduceerd door Shurwin Beckford, geregisseerd door Richard Pengelly en bewerkt door Jamie Mac en Adam Wood. De clip is op twee locaties geschoten; een groot gedeelte waarin Sean te zien is, speelt zich af in Buckinghamshire in Londen en is op 24 april 2009 geschoten. Het bevond zich in Hedsor House, een groot privémansion en park waar onder andere The Golden Compass is opgenomen. De opnames werden met Lil Wayne op 30 april 2009 in Miami, Los Angeles afgerond. De clip ging op 23 juli 2009 op Seans YouTubeprofiel in première.
Tegelijkertijd werd ook een clip voor Written on Her van Birdman met Sean geschoten.

## Tracklist
1. "Down" (Clean featuring Lil Wayne) — 03:30
2. "Down" (Clean without Rap) — 03:15
3. "Down" (Instrumental) — 03:30

## Hitnotering
| "Down" in de Nederlandse Top 40 - binnen: 26-12-2009 | "Down" in de Nederlandse Top 40 - binnen: 26-12-2009 | "Down" in de Nederlandse Top 40 - binnen: 26-12-2009 | "Down" in de Nederlandse Top 40 - binnen: 26-12-2009 | "Down" in de Nederlandse Top 40 - binnen: 26-12-2009 | "Down" in de Nederlandse Top 40 - binnen: 26-12-2009 | "Down" in de Nederlandse Top 40 - binnen: 26-12-2009 | "Down" in de Nederlandse Top 40 - binnen: 26-12-2009 | "Down" in de Nederlandse Top 40 - binnen: 26-12-2009 | "Down" in de Nederlandse Top 40 - binnen: 26-12-2009 | "Down" in de Nederlandse Top 40 - binnen: 26-12-2009 | "Down" in de Nederlandse Top 40 - binnen: 26-12-2009 |
| Week                                                 | 1                                                    | 2                                                    | 3                                                    | 4                                                    | 5                                                    | 6                                                    | 7                                                    | 8                                                    | 9                                                    | 10                                                   |                                                      |
| ---------------------------------------------------- | ---------------------------------------------------- | ---------------------------------------------------- | ---------------------------------------------------- | ---------------------------------------------------- | ---------------------------------------------------- | ---------------------------------------------------- | ---------------------------------------------------- | ---------------------------------------------------- | ---------------------------------------------------- | ---------------------------------------------------- | ---------------------------------------------------- |
| Nummer                                               | 32                                                   | 25                                                   | 25                                                   | 17                                                   | 17                                                   | 25                                                   | 26                                                   | 26                                                   | 27                                                   | 37                                                   | uit                                                  |

## Cover
De Nederlandse rockband Destine heeft een ook een rockcover gemaakt op het nummer. Deze kwam rond oktober 2010 uit.